# Переа
Перѐа (на гръцки: Περαία) е град в Република Гърция, център на дем Солунски залив, област Централна Македония с 13 306 жители (2001).

## История

### В Османската империя
Александър Синве („Les Grecs de l’Empire Ottoman. Etude Statistique et Ethnographique“), който се основава на гръцки данни, в 1878 година пише, че в Хаджи Бали (Hadji Bali), Солунска епархия, живеят 60 гърци. В „Етнография на вилаетите Адрианопол, Монастир и Салоника“, издадена в Константинопол в 1878 година и отразяваща статистиката на населението от 1873, Бал чифлик (Bal-Tchiflik) е посочено като селище в Солунска каза с 20 домакинства, като жителите му са 76 българи. В 1900 година според Васил Кънчов („Македония. Етнография и статистика“) в Хаджи Бали живеят 20 гърци християни.
По данни на секретаря на Българската екзархия Димитър Мишев („La Macédoine et sa Population Chrétienne“) в 1905 година в Хаджи Бали (Hadji-Bali) има 25 жители гърци.

### В Гърция
Хаджи Бали попада в Гърция вследствие на Междусъюзническата война в 1913 година. В 1920-те години мюсюлманското население се изселва и на негово място са заселени гърци бежанци. Прекръстено е на Переа. В 1928 година Переа е бежанско селище с 202 бежански семейства и 786 жители бежанци.
| Име           | Име             | Ново име | Ново име | Описание                   |
| ------------- | --------------- | -------- | -------- | -------------------------- |
| Василуди бара | Βασιλούδη Μπάρα | Нерули   | Νερούλι  | бивше езерце на Ю от Переа |